# 桑顶寺
桑顶寺（藏語：བསམ་ལྡིང་དགོན，威利转写：bsam lding dgon），是一座位于西藏自治区浪卡子县羊卓雍错西南的一座寺庙。属于藏传佛教噶举派香巴噶举支派。

## 历史
桑顶寺始建年代说法不一，《宗派源流镜史》中说，此寺由香巴噶举派创始人琼波南交的四传弟子克尊循珠建立；也有说法为珀东巴·却列南杰于15世纪初建立。
此寺在18世纪曾有僧尼80，20世纪初有200多人。之后不断减少。文化大革命时期，桑顶寺的经像塔和文物由浪卡子县人民政府收管，其中一部分流散到了乡村。1983年后大部分文物被重新归还给桑顶寺。
1986年寺庙重新修缮后对外开放，现有佛殿及僧舍1200平方米，僧人20多人。

## 概况
桑顶寺为僧尼合住寺院，由女活佛桑頂·多吉帕姆为主持。至今已传十二世。